# Bandiera della Voivodina
La bandiera della Voivodina (in serbo Застава Војводине?), adottata ufficialmente il 27 febbraio 2004, è uno dei simboli della provincia autonoma della Serbia. È costituita da tre bande orizzontali di rosso, blu e bianco (con la banda centrale significativamente più larga) e reca al centro tre stelle gialle disposte a triangolo rappresentanti le tre regioni storiche della Voivodina (Bačka, Banato e Sirmia).
Dal 15 settembre 2016 la Voivodina ha adottato una seconda bandiera ufficiale, la cosiddetta "bandiera tradizionale", costituita da tre bande orizzontali di eguali dimensioni caricata del tradizionale stemma provinciale. Questa seconda bandiera è basata sui vessilli usati nella provincia fin dal XIX secolo.
Entrambe le bandiere adottano i colori panslavi in una disposizione analoga a quella della bandiera serba.

## Bandiere storiche

Bandiera della Vojvodina serba (1848-1849)
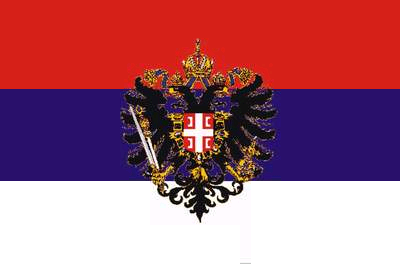
Bandiera tricolore non ufficiale (XIX secolo)
Bandiera proposta negli anni '90, usata da vari movimenti autonomisti e oggi vessillo della Lega dei Socialdemocratici di Voivodina
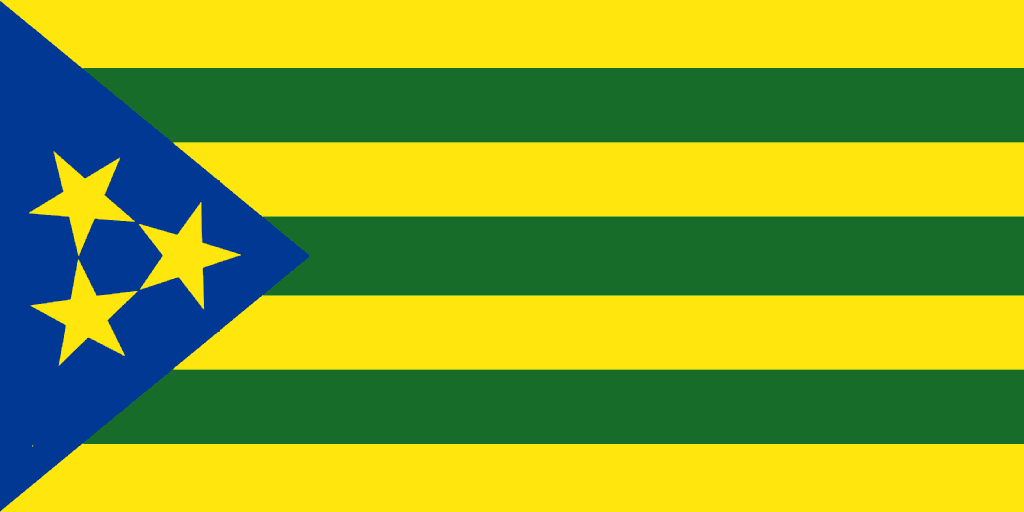
Bandiera proposta dal Partito di Voivodina